# 潘佩阿納斯山脈

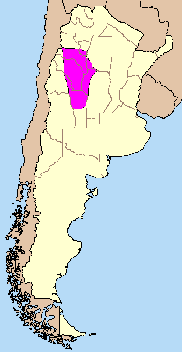

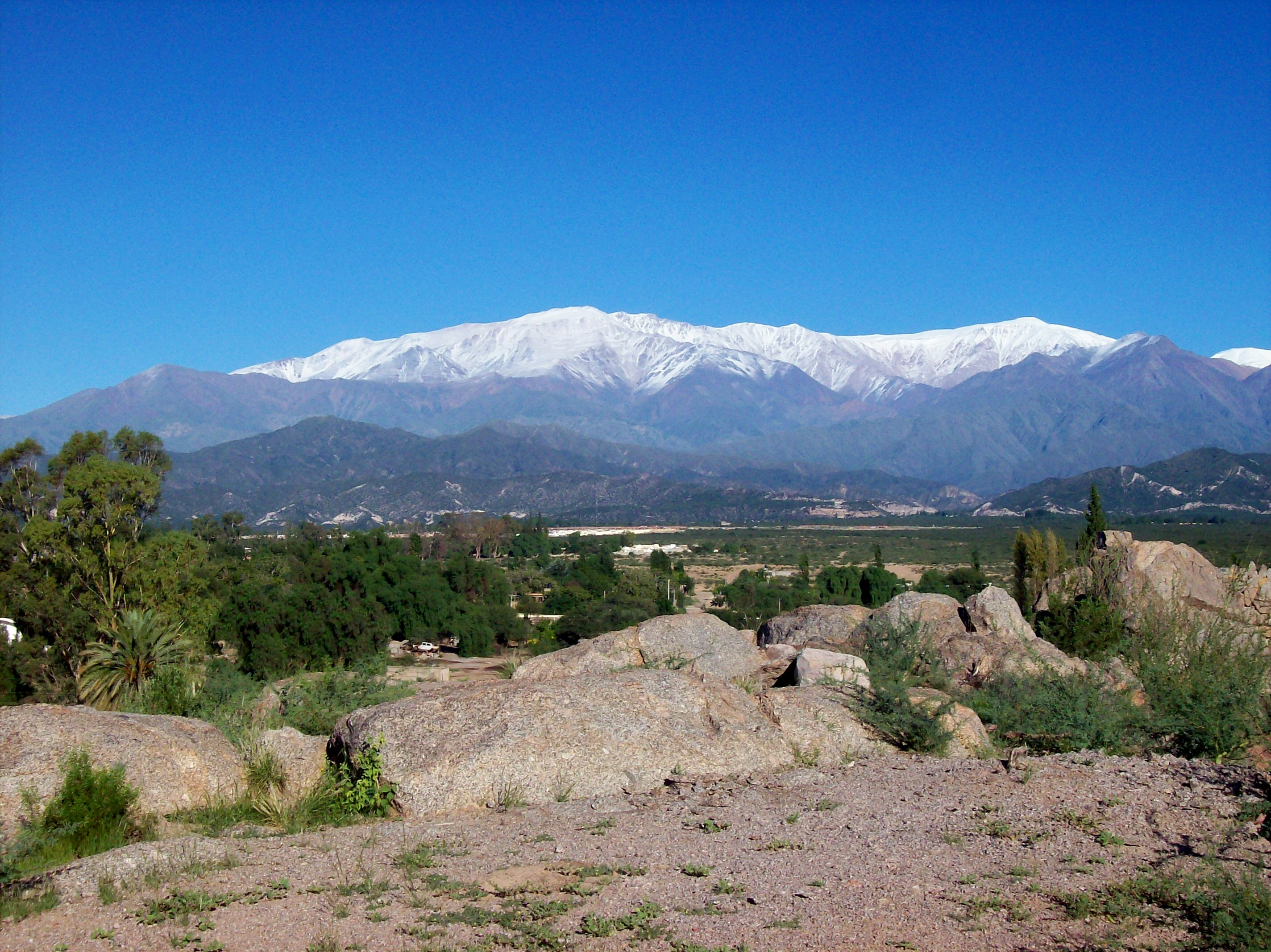

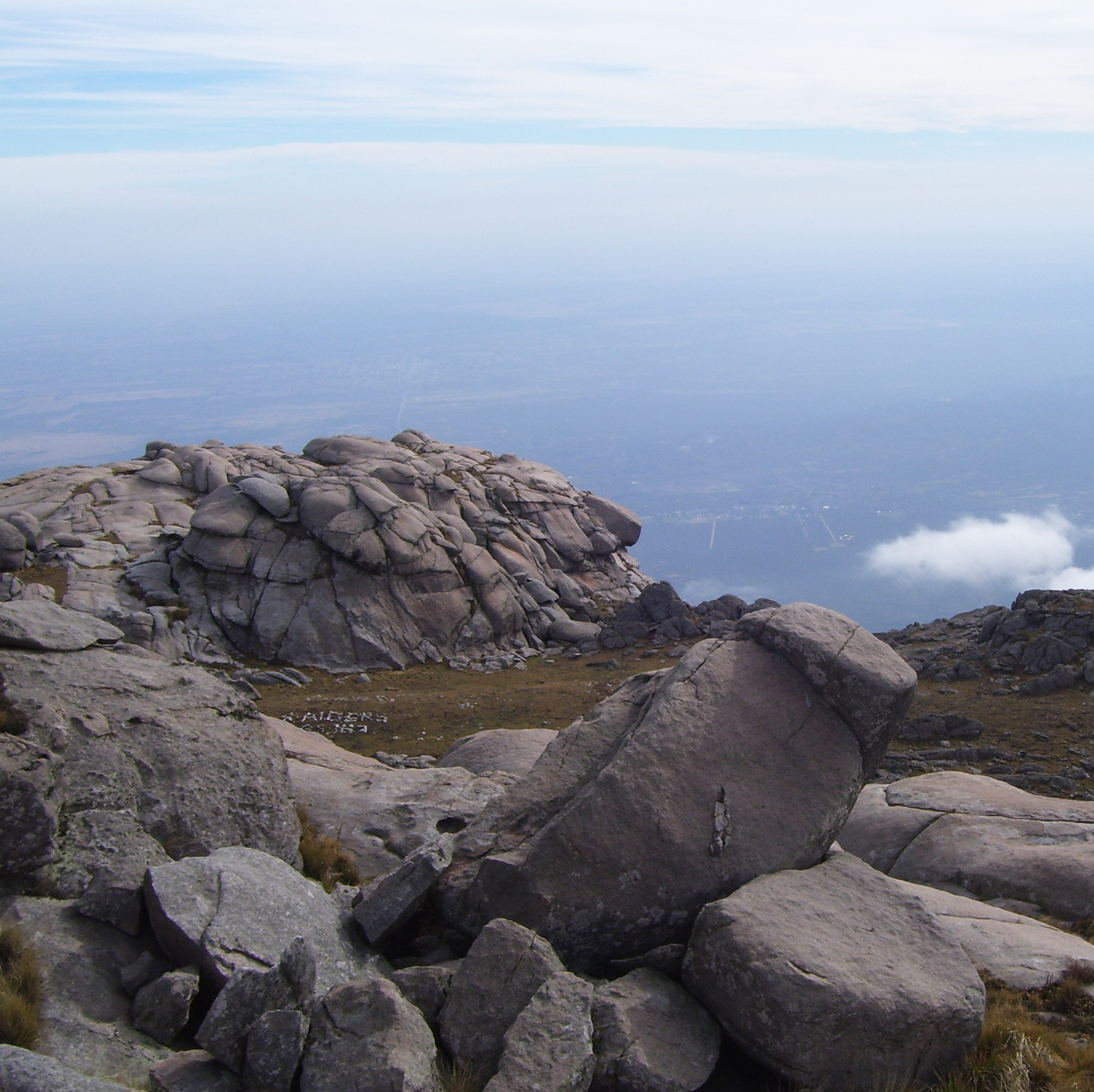

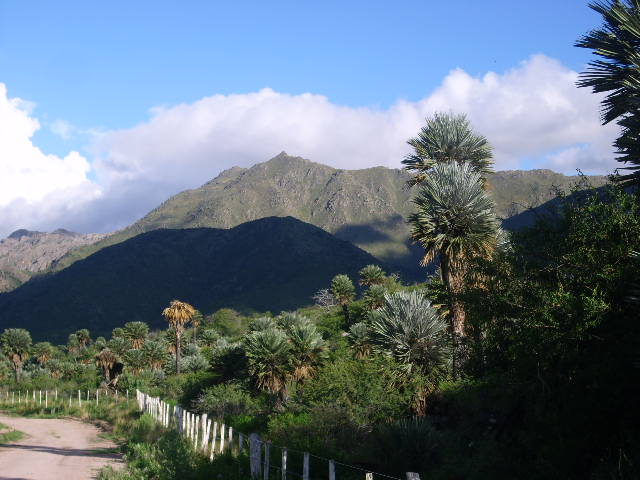

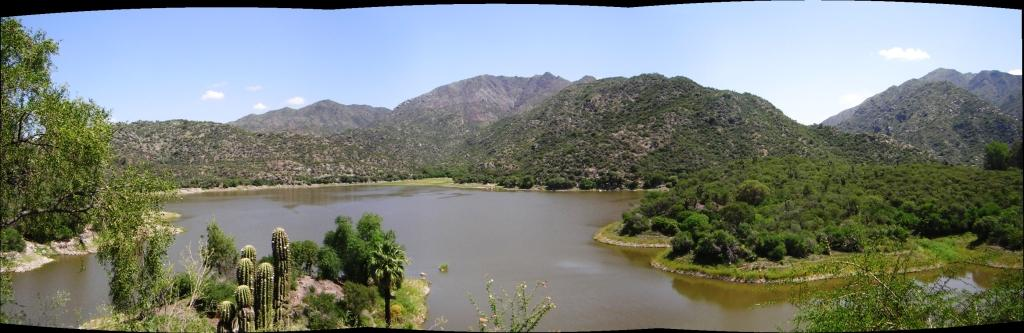

潘佩阿納斯山脈是阿根廷的山脈，位於該國西北部，橫跨聖路易省、聖胡安省、科爾多瓦省、拉里奧哈省、卡塔馬卡省、聖地亞哥-德爾埃斯特羅省和圖庫曼省，面積約300,000平方公里。

## 外部連結
- Climbing, Mountaineering: www.cumbreaventuras.com.ar （页面存档备份，存于）

32°S 65°W / 32°S 65°W